# Sân vận động Renzo Barbera

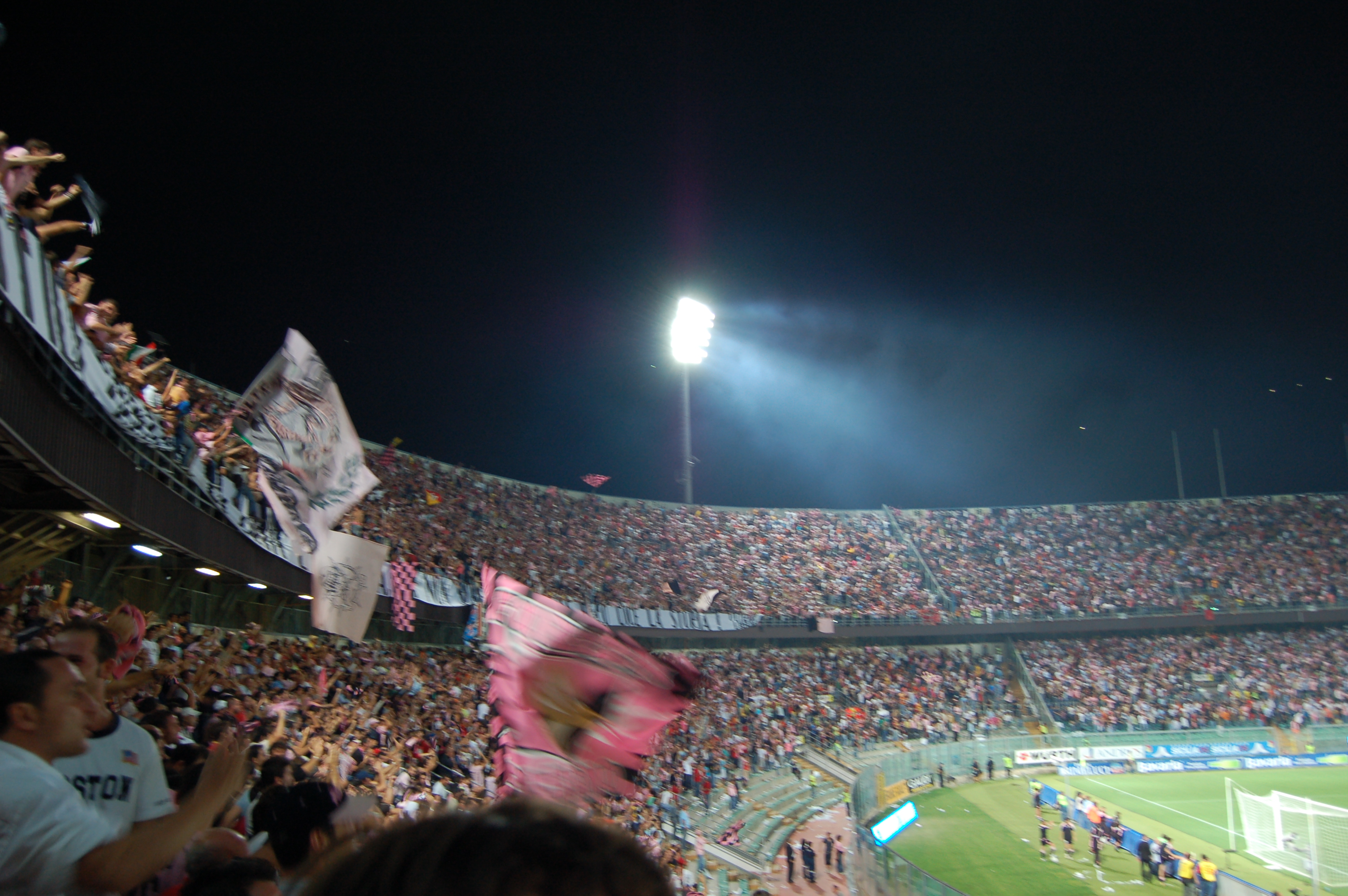
Cổ động viên Palermo tại Sân vận động Renzo Barbera trong một trận đấu

Sân vận động Renzo Barbera (tiếng Ý: Stadio Renzo Barbera; thường được gọi là La Favorita) là một sân vận động bóng đá ở Palermo, Ý. Hiện tại, đây là sân nhà của Palermo F.C. Sân vận động có sức chứa 36.365 chỗ ngồi và được khánh thành vào ngày 24 tháng 1 năm 1932.